# ایلات مزار
ایلات مزار (عبری: אילת מזר‎؛ ۱۰ سپتامبر ۱۹۵۶ – ۲۵ مهٔ ۲۰۲۱) پژوهشگر در زمینه باستان‌شناسی اهل اسرائیل بود. او در اورشلیم و باستان‌شناسی فنیقی‌ها تخصص داشت. او همچنین یکی از افراد کلیدی در باستان‌شناسی کتاب مقدس بود که به دلیل کشف سازه سنگی بزرگ، که به گمان او کاخ پادشاه داوود است، مورد توجه قرار گرفت.